# 린다 프릿샤르드
린다 프릿샤르드(Linda Pritchard, 1983년 5월 19일 ~ )는 스웨덴의 가수, 댄서이다.